# Saltergate
Saltergate (oficjalna nazwa The Recreation Ground) – stadion piłkarski w Chesterfield, w Anglii. Przez 139 lat swoje mecze na tym obiekcie rozgrywał zespół Chesterfield F.C.. Rekordową frekwencję zanotowano 7 kwietnia 1939 roku; mecz przeciwko Newcastle United obejrzało 30 968 widzów.
Ostatni mecz na Saltergate odbył się 8 maja 2010 roku. Od sezonu 2010/2011 zespół Chesterfield F.C. korzysta z nowego, wybudowanego w latach 2009–2010 stadionu B2net Stadium.